# Vieni da me
Vieni da me è un singolo del gruppo musicale italiano Le Vibrazioni, pubblicato nel 2003.

## Descrizione
Il brano è stato scritto da Francesco Sarcina ed estratto dal primo album in studio del gruppo, ossia l'eponimo Le Vibrazioni.